# Bruninho (calciatore 1988)
Bruno Filipe Lopes Correia, meglio noto come Bruninho (Vila Nova de Gaia, 30 settembre 1988), è un ex calciatore portoghese, di ruolo centrocampista.

## Carriera
Ha debuttato in Primeira Liga con il Vitória Setúbal il 25 novembre 2012, nell'incontro perso 3-5 contro il Rio Ave.

## Palmarès

### Club

#### Competizioni nazionali
- Campeonato de Portugal: 1

Mafra: 2017-2018